# 锡尔瓦什瓦劳德
锡尔瓦什瓦劳德（匈牙利語：Szilvásvárad）是匈牙利赫维什州所辖的一个村。总面积37.82平方公里，总人口1719，人口密度45.5人/平方公里（2011年1月1日）。